# 吳極
吳極（?—?），字元無，别號士華，湖廣漢陽府漢陽縣民籍。

## 生平
万历二十五年（1597年）丁酉科湖廣鄉試舉人，四十四年（1616年）丙辰科进士，都察院觀政，四十七年授武学教授，天啓元年升國子監助教，二年升户部江西司主事，四年管宣课分司，六年升员外郎，本年升揚州知府，改廣南府，丁憂，崇祯二年京察。著有《易学》。

## 家族
曾祖吴孔明。祖父吴鵠。父吴宗钦。